# Zemra
Zemra – bot przeprowadzający ataki DDoS, po raz pierwszy odkryty na forach o tematyce hakerskiej w maju 2012.
Zemra jest przystosowany do przeprowadzania HTTP i SYN Flood'u. Posiada on uproszczony panel kontroli, zabezpieczony 256-bitowym szyfrem DES chroniącym komunikację z botem i jego kontrolę. Zemra przesyła swojemu właścicielowi również informacje o zainfekowanym komputerze takie jak: nazwa komputera, jego ustawienia językowe, wersję systemu czy ustawienia czasowe komputera. Bot otwiera również Backdoor'a na porcie 7710 TCP aby otrzymywać polecenia z panelu kontrolnego. Zemra jest zdolna do monitorowania urządzeń składowych zainfekowanego komputera, zbierania informacji o działaniu systemu, uruchamiania plików, aktualizowania swojego kodu, czy odinstalowania się.